# أركول (كيروف)
أركول (بالروسية: Аркуль) هي مدينة في مقاطعة كيروف في روسيا.